# Protothaca asperrima
Protothaca asperrima är en musselart som först beskrevs av Sowerby 1835.  Protothaca asperrima ingår i släktet Protothaca och familjen venusmusslor. Inga underarter finns listade i Catalogue of Life.